# Jay Nixon
Jeremiah Wilson ”Jay” Nixon, född 13 februari 1956 i De Soto, Missouri, är en amerikansk politiker. Han är medlem av Demokratiska partiet och tillträdde 2009 som den 55:e guvernören i delstaten Missouri.

## Uppväxt och studier
Jay Nixon föddes och växte upp i småstaden De Soto 1956. Han studerade statsvetenskap och juridik vid University of Missouri och tog en juridikexamen 1978. Hans mor var lärarinna och ledamot av den lokala skolstyrelsen medan fadern var advokat samt stadens borgmästare. En av hans förfäder var Abraham Jonas, den förste judiske bosättaren i Illinois och god vän med Abraham Lincoln. Jay Nixon jobbade efter examen en tid som advokat i sin hemstad.

## Politisk karriär
1986 valdes Jay Nixon till Missouris senat för valkretsen Jefferson County och satt totalt tre mandatperioden 1987–1993. Hans politik i delstatsparlamentet speglade hans konservativa valkrets och Nixon tog ställning för rätten att bära vapen samt var emot aborträtt och ökade rättigheter till homosexuella. Han upptog även en annan ståndpunkt som gjorde honom mycket populär bland konservativa vita väljare, nämligen motståndet mot desegregeringsprogrammet i Missouri, som byggde på så kallad "bussning", vilket han kallade ett "misslyckat socialt experiment". 1988 ställde Jay Nixon upp i det nationella valet till USA:s senat men förlorade stort till den sittande senatorn för Missouri, John Danforth. Den 3 november 1992 valdes han istället till Missouris delstatsåklagare med löften om att bekämpa brott och korruption och skydda konsumenter. Han vann omval till åklagarposten åren 1996, 2000 och 2004. 1998 gjorde han ytterligare ett försök att väljas till senator men förlorade med 53% mot 44% mot republikanen Kit Bond.

### Delstatsåklagare
Som delstatsåklagare segrade Nixon bland annat i en rättsstrid gällande begränsningar av kampanjdonationer som gick ända till USA:s högsta domstol. Ett år efter att ha blivit vald lyckades han även avsluta desegregeringsprogrammet i delstaten, vilket afroamerikanska kritiker liknade vid taktiken för att försvara rassegregationen i sydstaterna på 1960-talet. En annan känd reform Nixon drev igenom som delstatsåklagare var att skapa en avdelning som skulle hantera miljömål i delstaten.

### Guvernör
Inför guvernörsvalet i Missouri 2008 nominerades Jay Nixon till Demokraternas kandidat och han vann mot sin republikanske motståndare Kenny Hulshof med 58 % mot 39 % av rösterna. Han tillträdde som delstatens guvernör den 12 januari 2009 och vann även valet till guvernörsposten 2012. Som guvernör har Jay Nixon i vissa fall frångått sin konservativa linje, till exempel införde han 2013 vissa utökade rättigheter till homosexuella par även om han aldrig direkt ifrågasatte delstatens förbud mot samkönade äktenskap.

## Familj
Jay och Georganne W. Nixon har två söner: Jeremiah och Will. Nixon är medlem av United Methodist Church.
Sitt efternamn till trots är han inte släkt med den före detta presidenten Richard Nixon.